# Eutandra rhutens
Eutandra rhutens är en insektsart som beskrevs av Webb 1983. Eutandra rhutens ingår i släktet Eutandra och familjen dvärgstritar. Inga underarter finns listade i Catalogue of Life.